# ロラン・ド・ベルジック
ロラン・ド・ベルジック（フランス語: Laurent de Belgique、1963年10月19日 - ）は、ベルギー王子。第7代国王フィリップの弟。

## 人物
当時リエージュ公だったアルベール王子（後のアルベール2世）とパオラ妃との間に次男（第3子）としてブリュッセルのベルヴデール城で誕生。
1991年までの王位継承権は父・兄に次ぐ第3位だったが、王位継承順位が男子優先から長子優先に改正されたため、兄王即位後の現在は、兄王の子供、姉アストリッド王女の子供・孫に続く第14位である。
動物福祉と環境問題に非常に関わりが深く、現在は環境資源研究社と動物福祉財団の総裁を務める。

## 家族
2003年4月12日、イギリス出身のクレア・クームズ(フランス語名クレール)と結婚。クレール妃との間に2男1女を儲けた。ニコラとエメリックは双子の兄弟である。
- ルイーズ（英語版）（2004年2月6日 - ）
- ニコラ（英語版）（2005年12月13日 - ）
- エメリック（英語版）（2005年12月13日 - ）